# Aeroportul Galway
Aeroportul Galway (IATA: GWY, ICAO: EICM) este un aeroport din Carnmore⁠(d), Galway, Connacht⁠(d), Irlanda ce deservește zona Galway. A fost deschis în 1987 și numit după zona deservită.
Situat la o altitudine de 25 m, aeroportul dispune de 1 pistă.

## Infrastructură

### Piste
Aeroportul dispune de o singură pistă. Pista are orientarea 08/26.